# The Springfield Files
The Springfield Files er den tiende episode af The Simpsons' ottende sæson, og blev vist første gang på den amerikanske tv-station Fox den 12. januar 1997. På vej hjem fra Moe's Tavern ser Homer et rumvæsen, men ingen tror på hans historie. FBI-agenterne Fox Mulder og Dana Scully hører dog om episoden og tager til Springfield for at undersøge den.